# Сан-Педру-де-Томар
Сан-Педру-де-Томар (порт. São Pedro de Tomar)  —  район (фрегезия) в Португалии,  входит в округ Сантарен. Является составной частью муниципалитета  Томар. По старому административному делению входил в провинцию Рибатежу. Входит в экономико-статистический  субрегион Медиу-Тежу, который входит в Центральный регион. Население составляет 2681 человек на 2021 год. Занимает площадь 36,66 км².
Покровителем района считается Апостол Пётр (порт. São Pedro).